# Campodorus insularis
Campodorus insularis är en stekelart som först beskrevs av William Harris Ashmead 1902.  Campodorus insularis ingår i släktet Campodorus och familjen brokparasitsteklar. Inga underarter finns listade.